# Гроувленд (Нью-Йорк)
Гроувленд (англ. Groveland) — місто (англ. town) в США, в окрузі Лівінгстон штату Нью-Йорк. Населення — 2316 осіб (2020).

## Демографія
Згідно з переписом 2010 року, у місті мешкало 3249 осіб у 612 домогосподарствах у складі 407 родин. Було 755 помешкань
Расовий склад населення:
| - 67,5 % — білих - 27,5 % — чорних або афроамериканців - 0,6 % — корінних американців - 0,6 % — азіатів - 0,2 % — вихідців з тихоокеанських островів - 3,1 % — осіб інших рас |

До двох чи більше рас належало 0,6 %. Частка іспаномовних становила 9,5 % від усіх жителів.
За віковим діапазоном населення розподілялося таким чином: 9,5 % — особи молодші 18 років, 83,0 % — особи у віці 18—64 років, 7,5 % — особи у віці 65 років та старші. Медіана віку мешканця становила 39,9 року. На 100 осіб жіночої статі у місті припадало 334,9 чоловіків;  на 100 жінок у віці від 18 років та старших — 395,8 чоловіків також старших 18 років.
Середній дохід на одне домашнє господарство  становив 77 876 доларів США (медіана — 62 273), а середній дохід на одну сім'ю — 85 632 долари (медіана — 76 471). Медіана доходів становила 50 052 долари для чоловіків та 45 441 долар для жінок. За межею бідності перебувало 8,5 % осіб, у тому числі 10,3 % дітей у віці до 18 років та 2,4 % осіб у віці 65 років та старших.
Цивільне працевлаштоване населення становило 646 осіб. Основні галузі зайнятості: освіта, охорона здоров'я та соціальна допомога — 21,4 %, виробництво — 11,3 %, сільське господарство, лісництво, риболовля — 11,3 %.